# Namassa (Tougan)
Pour les articles homonymes, voir Namassa.
Namassa est une localité située dans le département de Tougan de la province du Sourou dans la région de la Boucle du Mouhoun au Burkina Faso.

## Démographie
| 2003  | 2006  | 2012 |
| ----- | ----- | ---- |
| 1 395 | 1 361 | -    |